# Saint-Bonnet-près-Riom
Saint-Bonnet-près-Riom – miejscowość i gmina we Francji, w regionie Owernia-Rodan-Alpy, w departamencie Puy-de-Dôme. Nazwa miejscowości pochodzi od imienia św. Boneta.
Według danych na rok 1990 gminę zamieszkiwało 1215 osób, a gęstość zaludnienia wynosiła 173 osoby/km² (wśród 1310 gmin Owernii Saint-Bonnet-près-Riom plasuje się na 179. miejscu pod względem liczby ludności, natomiast pod względem powierzchni na miejscu 922.).